# 小宅時正
小宅 時正（おやけ ときまさ、1852年〈嘉永5年3月〉 - 1914年〈大正3年〉9月18日）は、明治時代の政治家。茨城県水戸市長。

## 経歴
警部を経て、東茨城郡役所主席郡書記となり、水戸の市制施行に向けて尽力した。1889年（明治22年）市制施行と同時に助役に就任し、1893年（明治26年）12月、前市長の服部正義の後を受けて市長に就任した。
市長在任中は、水戸市消防組の設置、中央農事講習所（水戸農学校の前身）の設置、水戸測候所の開設などに尽力した。
のち水戸百四銀行監査役となった。